# Artis - Historia
Pour les articles homonymes, voir Artis (homonymie) et Historia.
Artis - Historia est une maison d'édition belge, qui a publié des livres entre 1976 et 2004. Elle publiait en particulier des livres de textes dans lesquels les acheteurs collaient eux-mêmes des illustrations gagnées grâce à la collecte de « points » imprimés sur des emballages de produits de grande distribution.

## Création
Artis - Historia est né de la fusion en 1976 de deux maisons d'édition (Artis et Historia) qui occupaient le secteur des livres familiaux « à compléter » depuis l'immédiat après-guerre.

## Principe
Cette maison avait acquis sur le marché belge une grande notoriété grâce à son système d'épargne développé en synergie avec de grandes marques de produits de grande distribution. Les collectionneurs découpaient les timbres sur les emballages, et les échangeaient ensuite contre des images à coller.
Les ouvrages étaient essentiellement du domaine culturel (arts, voyages…) ou ludo-éducatifs.
Artis-Historia était acheté par Vicindo, une filiale de La Poste, mais des problèmes de gestion et des nouveautés qui n'ont pas plu aux clients ont réduit la rentabilité de l'entreprise. Déjà fin 2002, Vicindo voulait s'en débarrasser et cherchait un repreneur.

## Faillite
L'éditeur, qui a fait faillite en octobre 2004, a publié plusieurs centaines de titres, qui sont devenus objets de collection.

## Relance
Les éditions Artis-Historia furent reprises en 2014 par la société Concrea.
En septembre 2015, les magasins Carrefour relancent les opérations d'épargne de points. Les magasins de la chaîne Blokker signent un accord similaire en octobre de la même année. Les points pourront être échangés contre des illustrations à partir du mois de novembre. Les livres associés seront vendus au prix de 5,95 euros.

## Quelques collections - ancienne série
- Arts et civilisations
- Destination en image
- Cités de Belgique
- Cités d'art
- Le Monde d'Aujourd'hui : ouvrages documentaires pour enfants de 8  à   12 ans :
  - des poissons aux reptiles
  - l'énergie et la lumière
  - espace et astronomie
  - l'espèce humaine
  - insectes et autres invertébrés
  - le monde de l'atome
  - oiseaux et mammifères
  - les origines de la vie
  - la planète terre
  - les plantes
  - la vie sur la terre
- Artiscope